# رالف ميتكالف (سياسي)
رالف ميتكالف (بالإنجليزية: Ralph Metcalf)‏ هو سياسي أمريكي، ولد في 2 نوفمبر 1861 في بروفيدنس في الولايات المتحدة، وتوفي في 14 أبريل 1939 في تاكوما في الولايات المتحدة. حزبياً، نشط في الحزب الجمهوري.